# Antonio Amaya
Pour les articles homonymes, voir Amaya.
Antonio Amaya Carazo, né le 31 mai 1983 à Madrid (Espagne), est un footballeur espagnol. Il évolue actuellement au poste de défenseur.

## Palmarès
Vierge